# Team Jumbo-Visma (vrouwenwielerploeg)/2022
Deze pagina geeft een overzicht van de Jumbo-Visma-wielerploeg in 2022.

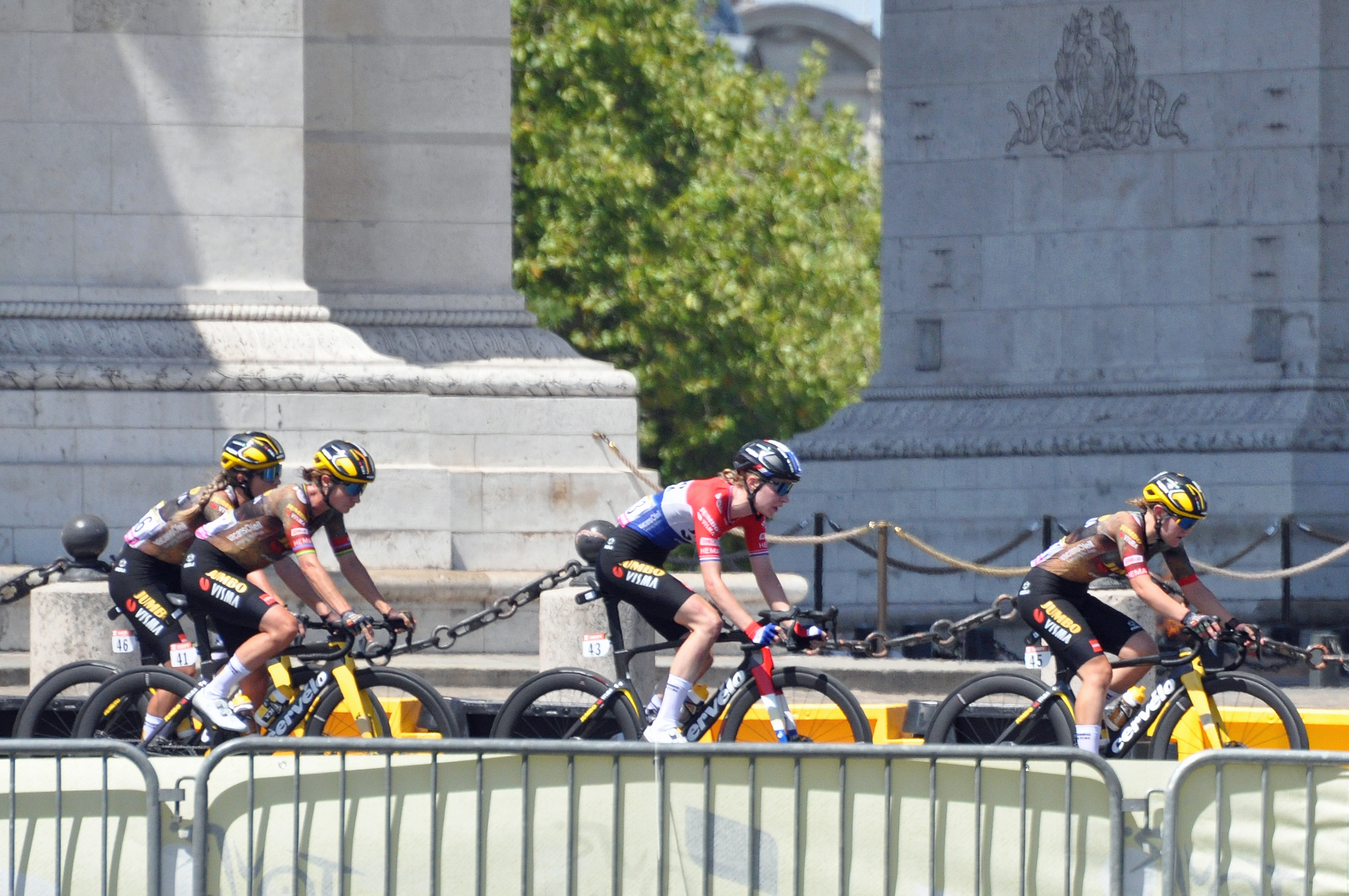
Karlijn Swinkels, Marianne Vos, Riejanne Markus en Noemi Rüegg tijdens de eerste etappe van de Tour de France Femmes 2022 in Parijs

## Algemeen
Hoofdsponsors: Jumbo Supermarkten en Visma
Teammanager: Merijn Zeeman
Ploegleiders: Lieselot Decroix, Marco Postma, Esra Tromp, Marieke van Wanroij
Fietsen: Cervélo

## Rensters

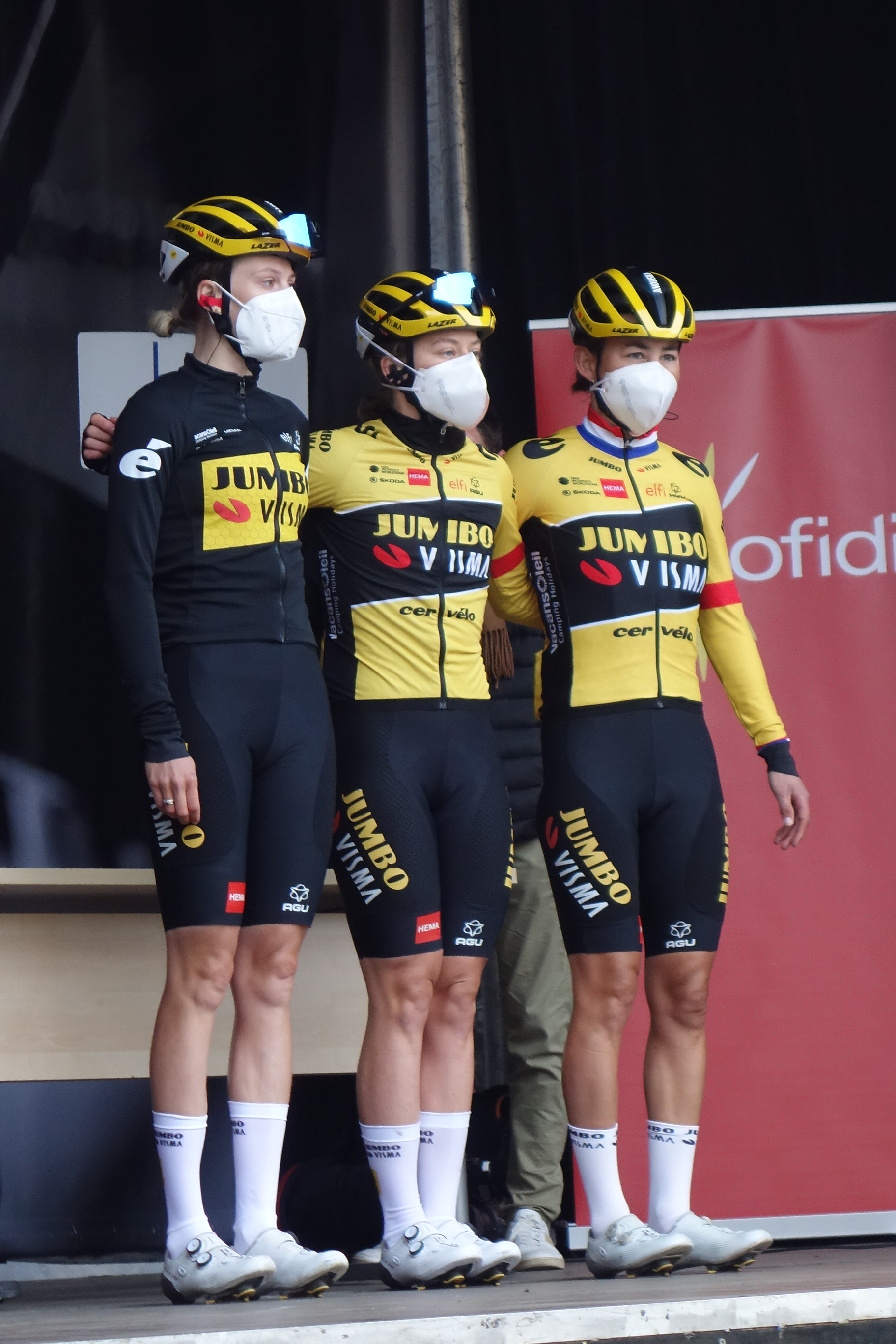
Aafke Soet, Amber Kraak en Anouska Koster in de Waalse Pijl 2022

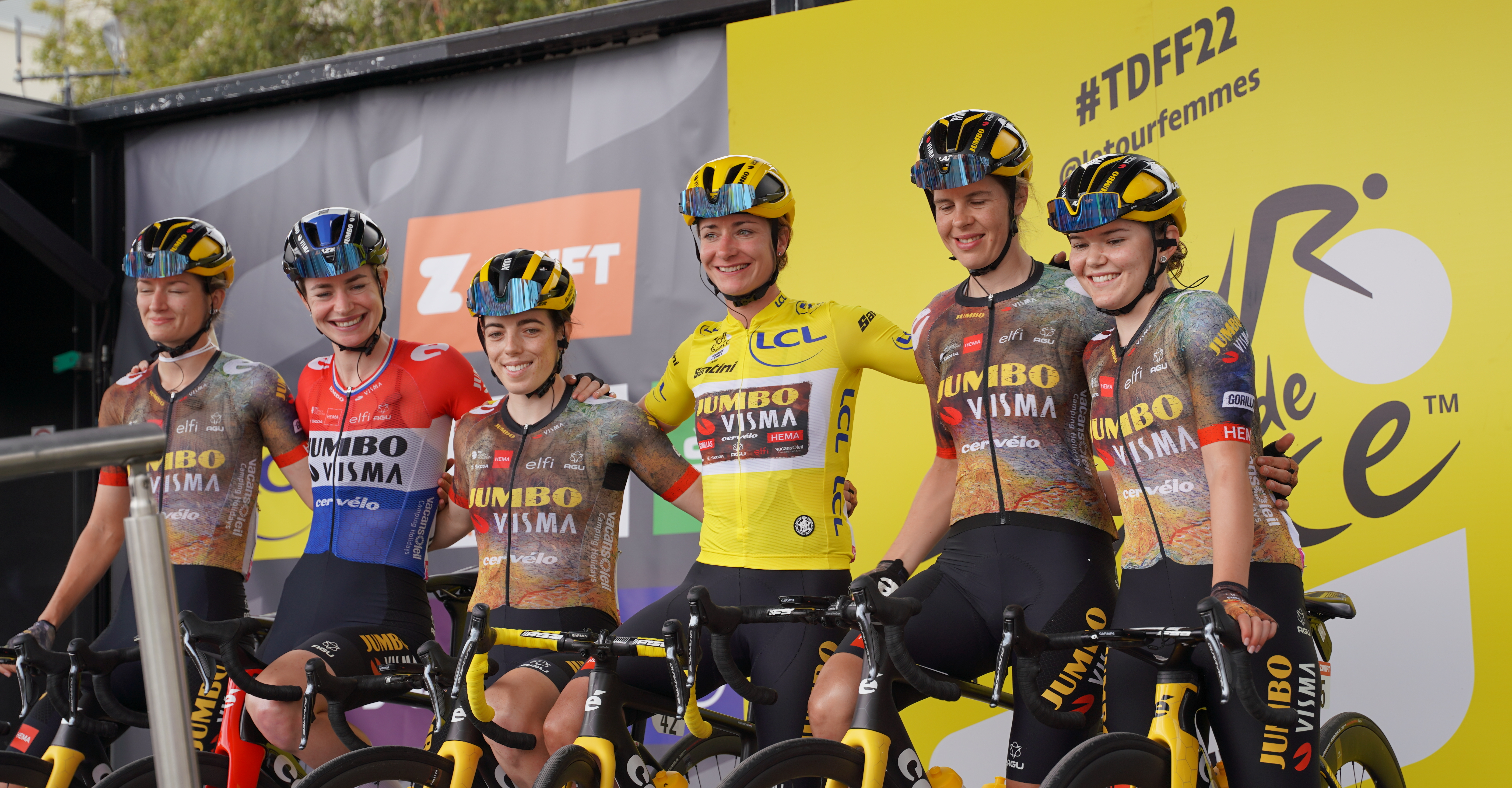
Karlijn Swinkels, Riejanne Markus, Anna Henderson, Marianne Vos, Romy Kasper en Noemi Rüegg in de Tour de France Femmes 2022

| Naam                 | Geboortedatum | Nationaliteit       | Ploeg 2021                        |
| -------------------- | ------------- | ------------------- | --------------------------------- |
| Carlijn Achtereekte* | 29-01-1990    | Nederland           |                                   |
| Teuntje Beekhuis     | 18-08-1995    | Nederland           |                                   |
| Jip van den Bos      | 12-04-1996    | Nederland           |                                   |
| Anna Henderson       | 14-11-1998    | Verenigd Koninkrijk |                                   |
| Romy Kasper          | 05-05-1988    | Duitsland           |                                   |
| Anouska Koster       | 20-08-1993    | Nederland           |                                   |
| Amber Kraak          | 29-07-1994    | Nederland           |                                   |
| Coryn Labecki        | 26-08-1992    | Verenigde Staten    | Team DSM                          |
| Riejanne Markus      | 01-09-1994    | Nederland           |                                   |
| Linda Riedmann       | 23-03-2003    | Duitsland           | -                                 |
| Noemi Rüegg          | 19-04-2001    | Zwitserland         | Stade Rochelais Charente-Maritime |
| Aafke Soet           | 23-11-1997    | Nederland           |                                   |
| Karlijn Swinkels     | 28-10-1998    | Nederland           |                                   |
| Marianne Vos         | 13-05-1987    | Nederland           |                                   |

*vanaf 1/6

### Vertrokken
| Naam               | Geboortedatum | Nationaliteit | Ploeg 2022   |
| ------------------ | ------------- | ------------- | ------------ |
| Nancy van der Burg | 18-05-1992    | Nederland     | Gestopt      |
| Pernille Mathiesen | 05-10-1997    | Denemarken    | Cofidis      |
| Julie Van de Velde | 02-06-1993    | België        | Plantur-Pura |

## Overwinningen
| Kampioenschappen Nederland - wegwedstrijd: Riejanne Markus Volta Limburg Classic Amber Kraak Festival Elsy Jacobs proloog: Anna Henderson RideLondon Classic Bergklassement: Anna Henderson | Ronde van Italië voor vrouwen 2e etappe: Marianne Vos 5e etappe: Marianne Vos Tour de France Femmes 2e etappe: Marianne Vos 6e etappe: Marianne Vos Puntenklassement: Marianne Vos Strijdlust: Marianne Vos | Ronde van Scandinavië 1e etappe: Marianne Vos 2e etappe: Marianne Vos 3e etappe: Marianne Vos 6e etappe: Marianne Vos Bergklassement: Amber Kraak Simac Ladies Tour 4e etappe: Riejanne Markus Ploegenklassemnt: *1) |

*1) ploeg Simac Ladies Tour: Henderson, Kasper, Labecki, Markus, Rüegg, Swinkels
Mannen: 1984 · 1985 · 1986 · 1987 · 1988 · 1989 · 1990 · 1991 · 1992 · 1993 · 1994 · 1995 · 1996 · 1997 · 1998 · 1999 · 2000 · 2001 · 2002 · 2003 · 2004 · 2005 · 2006 · 2007 · 2008 · 2009 · 2010 · 2011 · 2012 · 2013 · 2014 · 2015 · 2016 · 2017 · 2018 · 2019 · 2020 · 2021 · 2022 · 2023 · 2024 · 2025
Lijst van alle renners
Vrouwen: 2021 · 2022 · 2023 · 2024 · 2025
BikeExchange Jayco · Canyon-SRAM · DSM · EF Education-TIBCO-SVB · FDJ Nouvelle-Aquitaine Futuroscope · Human Powered Health · Jumbo-Visma · Liv Racing Xstra  · Movistar · Roland Cogeas Edelweiss Squad · SD Worx · Trek-Segafredo · UAE Team ADQ · Uno-X